# Park Yeol
Park Yeol (hangul 박열, hancha 朴烈; ur. 3 lutego 1902 w Mungyeong, zm. 17 stycznia 1974 w Korei Północnej); urodzony jako Pak Jun-sik – koreański działacz anarchistyczny oraz niepodległościowy. Skazany za zdradę stanu za planowanie zamachu na rodzinę cesarską Japonii.

## Życiorys
Pak urodził się w Mungyeong, w Cesarstwie Koreańskim. Uczęszczał do liceum w Seulu, ale został zmuszony do wyjazdu w 1919 z powodu podejrzenia o udział w Ruchu Pierwszego Marca. Po przeprowadzce do Tokio, aby kontynuować naukę, spotkał innych aktywistów studenckich i założył własną anarchistyczną grupę Futeisha (jap. 不 逞 社; pol. Banici). Nazwa stanowiła satyrę na to, jak japońskie władze określały Koreańczyków – Futei senjin (jap. 不 逞 鮮 人), co można przetłumaczyć jako "niegodziwy Koreańczyk". Do grupy należeli Koreańczycy, jak i Japończycy. Jedną z osób w organizacji była Fumiko Kaneko, która potem została kochanką Pak Yol.
Pak został aresztowany bez postawienia zarzutów 2 września 1923, dzień po wielkim trzęsieniu ziemi w Kantō. Dwa dni później Kaneko została również zatrzymany przez policję. Opierając się na niepewnych dowodach, ostatecznie zostali oskarżeni o zdradę stanu za zaplanowanie zamachu bombowego na ślub księcia Hirohito. Obydwoje zostali uznani winnymi i skazani na śmierć 25 marca 1926. 27 marca para wzięła ślub, natomiast później wyroki zostały zamienione na dożywocie. Kaneko zmarła w więzieniu 23 lipca 1926, podobno w wyniku samobójstwa.
Po 22 latach więzienia Pak został zwolniony w październiku 1945. Wrócił do Korei w 1949, ale w 1950 został schwytany przez wojska Korei Północnej.
Zmarł w Korei Północnej 17 stycznia 1974 w wieku 71 lat.

## W kulturze
Postać Pak Yol została upamiętniona w filmie biograficznym z 2017 Anarchista z Kolonii.